# Gargas (Vaucluse)
 Gargas  es una población y comuna francesa, en la región de Provenza-Alpes-Costa Azul, departamento de Vaucluse, en el distrito de Apt y cantón de Apt.
Está integrada en la Communauté de communes du Pays d'Apt.

## Demografía
| 614 | 690 | 1065 | 1870 | 2875 | 2928 |
| Para los censos de 1962 a 1999 la población legal corresponde a la población sin duplicidades (Fuente: INSEE [Consultar]) |     |      |      |      |      |

Forma parte de la aglomeración urbana de Apt.